# Faturika
Faturika (Faturica) ist ein Ort im Osten des indonesischen Westtimors. Er ist der Verwaltungssitz des Distrikt Rai Manuk (Regierungsbezirk Belu, Provinz Ost-Nusa Tenggara). Faturika bildet im Distrikt ein eigenes Desa mit 1.290 Einwohnern. Obwohl in der Umgebung Angehörige der Ethnie der Tetum leben, ist Faturika ein Dorf der Bunak.